# Strålskinnsnylting
Strålskinnsnylting (Syzygospora pallida) är en lavart som först beskrevs av Hauerslev, och fick sitt nu gällande namn av Ginns 1986. Enligt Catalogue of Life ingår Strålskinnsnylting i släktet Syzygospora,  och familjen Carcinomycetaceae, men enligt Dyntaxa är tillhörigheten istället släktet Syzygospora,  och familjen Syzygosporaceae. Arten är reproducerande i Sverige. Inga underarter finns listade i Catalogue of Life.